# Ambloplites ariommus
Ambloplites ariommus es una especie de pez del género Ambloplites, familia Centrarchidae. Fue descrita científicamente por Viosca en 1936.
Se distribuye por América del Norte: desde el drenaje del río Apalachicola en Georgia hasta la cuenca baja del río Misisipi en Luisiana, también desde el drenaje superior del río Ouachita en Misuri y Arkansas, EE. UU. La longitud total (TL) es de 30,5 centímetros con un peso máximo de 820 gramos. Habita en estanques de arroyos y ríos pequeños y se alimenta de peces pequeños, cangrejos de río e insectos.
Está clasificada como una especie marina inofensiva para el ser humano.